# Fernando Zampedri
Fernando Matías Zampedri (* 14. Februar 1988 in Chajarí, Provinz Entre Ríos, Argentinien) ist ein argentinischer Fußballspieler, der aktuell für Universidad Católica spielt. Seit März 2025 ist er nach seiner Einbürgerung chilenischer Nationalspieler.

## Karriere

### Verein
Zampedri begann in seiner Geburtsstadt beim lokalen Klub 1° de Mayo mit dem Fußballspielen und wechselte in der Jugend zu den Newell’s Old Boys. Aufgrund von nicht konstanten Leistungen ging er nach nur einem Jahr wieder zu seinem Heimatverein zurück. 
Bei Atlético Rafaela kam er zu seinem Profidebüt in der zweiten argentinischen Spielklasse. Dort erzielte er sein erstes Tor am 26. Juni 2009 gegen Independiente Rivadavia. Nach Leihgeschäften und kurzen Beschäftigungen bei verschiedenen Zweitligisten des Landes konnte Zampedri bei Juventud Unida in 38 Spielen 25 Tore erzielen. Damit wurde er Torschützenkönig der zweiten Liga und der Erstligist Atlético Tucumán verpflichtete ihn. In seiner ersten Partie für den neuen Klub erzielte er gleich das 1:0 beim 2:1-Erfolg über Racing Club. Am Saisonende stand Zampedri bei 14 Toren und Rosario Central kaufte ihn aus seinem Zweijahresvertrag heraus. Mit Rosario Central gewann er 2017/18 den argentinischen Pokal und erzielte in der Liga 11 Tore in 45 Partien.
Der chilenische Erstligist Universidad Católica wurde auf der Suche nach einem Stürmer für die Saison 2020 bei Rosario fündig, indem der Verein Zampedri für eine Saison auslieh und sich zudem eine Kaufoption sicherte. Im Dezember 2020 wurde bekannt, dass Zampedri einen Dreijahresvertrag bei Universidad Católica nach der festen Verpflichtung unterzeichnet hatte. Im Februar 2021 feierte Universidad Católica den Meistertitel, nachdem die Saison wegen der Corona-Pandemie unterbrochen worden war. Zampedri wurde mit 20 Toren bester Torjäger der Liga. 2021 wurde Zampedri erneut Meister mit Universidad Católica und erneut Torschützenkönig der Liga, diesmal zusammen mit Gonzalo Sosa, der ebenfalls 23 Tore erzielte. In der Saison 2022 wurde Zampedri zum dritten Mal in Folge Torschützenkönig in Chiles höchster Spielklasse.

### Nationalmannschaft
Durch seine Zeit bei Universidad Católica erlangte Zampedri im Februar 2025 die chilenische Staatsbürgerschaft und wurde nur einen Monat später für die chilenische Nationalmannschaft für die Weltmeisterschaftsqualifikationsspiele gegen Paraguay und Ecuador nominiert. Bei der 0:1-Niederlage gegen Paraguay wurde er in der 71. Spielminute für Arturo Vidal eingewechselt.

## Erfolge
Juventud Unida
- Torschützenkönig der Primera B Nacional 2015

Rosario Central
- Copa Argentina: 2017/18

Universidad Católica
- Chilenischer Meister: 2020, 2021
- Supercopa de Chile: 2020, 2021
- Torschützenkönig der 2020, 2021, 2022, 2023, 2024